# Prednisona
A prednisona é um pró-fármaco corticoide sintético que normalmente é administrada oralmente, mas pode ser administrada também através de injeção intramuscular e pode ser usada para um grande número de doenças diferentes. Tem um efeito de glucocorticoide. A prednisona é convertida pelo fígado em prednisolona, que é um metabólito ativo e também um esteroide. É um potente glicocorticoide de ação diminuta mineralocorticoide. Também é usada em medicina veterinária. Ainda não possui mecanismo de ação totalmente elucidado. A prednisona também é usada no tratamento contra abstinência do tabaco.

## Administração
Administração oral (comprimido), intravenosa ou local (creme ou aerossol). Há metabolização hepática como outros glicocorticoides.[carece de fontes?]

## Mecanismo de ação
O complexo receptor-glucocorticoide vai para o núcleo celular e provoca algumas alterações no DNA, que estimulam ou reprimem determinadas sínteses de proteínas dos órgãos. Altera assim a resposta imunológica e produção de mediadores de algumas inflamações.
Em um outro mecanismo, por ser um farmaco esteroide, a prednisona se liga ao receptor nuclear, estimula a ARN-polimerase, que estava inativa a trabalhar. Esse RNA produz uma proteína chamada lipocortina, que inibe a fosfolipase A2. Sem a fosfolipase A2, não se tem a quebra do fosfolipídio de membrana contendo ácido araquidônico. Sem o ácido, não se tem ,posteriormente, a síntese de prostaglandina, responsável por sintomas de inflamação

## Indicações
A prednisona é particularmente efetiva como um imunossupressante e afeta todo o sistema imune. Então, pode ser usado em doenças auto-imunes, doenças inflamatórias (como asma severa, dermatite de sumagre-venenoso severo, lúpus eritematoso sistêmico, colite ulcerativa, artrite reumatoide, doença de Crohn e sarcoidose), várias doenças renais - inclusive síndrome nefrótica -, assim como na prevenção e tratamento de rejeição em transplantes de órgãos. A prednisona também foi usada no tratamento de cefaleias. É utilizada no tratamento na forma cutâneo-visceral de loxocelismo (picada por "aranha-marrom", gênero Loxosceles).

## Farmacocinética
Transformada no fígado em prednisolona através da enzima tipo 1 da desidrogenase 11-beta-hidroxiesteroide. Entre uma a três horas após a administração, alcança picos plasmáticos e sua meia vida plasmática é de aproximadamente 3 horas, sendo sua meia vida biológica de 12 a 36 horas neste caso.

## Contra-indicações
As contra-indicações da prednisona são a existência de infecções sistêmicas por fungos e reações de hipersensibilidade ao princípio ativo ou componentes da fórmula que constitui o medicamento. Os médicos também fazem avaliação em casos de doenças presentes, como AIDS, hipertensão, diabetes, hipertireoidsmo, entre outras.

## Efeitos secundários
- Cefaleia[4]
- Acne[4]
- Púrpuras[4]
- Cansaço[4]
- Menstruação irregular[4]
- Transpiração[4]
- Pele fina[4]
- Redução do desejo sexual[4]
- Mudanças de personalidade[4]

## Precauções
A administração do medicamento contendo prednisona pode esconder infecções já existentes ou novas infecções, por deixar o organismo e suas defesas debilitados. O uso contínuo pode provocar catarata subcapsular posterior, glaucoma e risco de infecções nos olhos provocados por vírus ou fungos. Pode ainda aumentar a pressão arterial, promover a perda de potássio e cálcio e facilitar a retenção de água e sal. Pacientes em tratamento com prednisona não podem tomar vacina contra a varíola nem fazer qualquer outra imunização, não pode ser casos específicos. A  presença deo vírus da herpes simples pode provocar perfuração da córnea. Em grávidas, seu uso ainda não foi testado. Todavia, os filhotes de  camundongos, coelhos e hamsters tratados com o medicamento apresentaram efeitos teratogênicos. Também é excretado no leite materno.
Na presença de doença hepática grave, deve-se utilizar a prednisolona, ao invés da prednisona, visto que esta última exige a sua conversão hepática para se tornar ativa.